# Zdenka Baldová
Zdeňka Balašová connue sous le nom de scène Zdenka Baldová (née le 20 février 1885 à Česká Třebová et morte le 26 septembre 1958 à Prague) est une actrice tchécoslovaque, épouse du réalisateur Karel Hugo Hilar (cs).

## Biographie
Zdeňka Balašová commence à jouer pendant ses études à l'école technique dans diverses troupes amateures (par exemple dans le Žižkov Pokrok), et en 1907 est acceptée au Théâtre municipal de Královské Vinohrady (aujourd'hui le Théâtre de Vinohrady). C'est là qu'elle rencontre son compagnon, qu'elle épouse en 1922. Elle suit Karel Hugo Hilar même après son départ pour le Théâtre national en 1922 pour lequel elle travaille pratiquement jusqu'à sa mort.
Dans ses premiers rôles, elle incarne des jeunes filles naïves, puis des amantes. Elle apparait également en soubrette dans des opérettes. Grâce à l'influence de son mari, elle devient progressivement une actrice réaliste, et ce n'est qu'après sa mort en 1935 qu'elle commence à se transformer en une comédienne expressive, originale et pleine de tempérament, capable d'hyperboles satiriques.
Au Théâtre national, elle devient célèbre même parmi ses collègues acteurs pour ses bévues et ses erreurs de scène, qui ont été plus tard capturées de manière permanente par son jeune collègue acteur Bohumil Bezouška (cs) dans ses livres humoristiques.
À partir de 1921, elle travaille également au cinéma et à la radio. Elle joue par exemple dans la version cinématographique de la pièce Morálka paní Dulské (1958), probablement son rôle le plus célèbre et le plus précieux au cinéma (et aussi son dernier rôle – elle meurt une semaine après la première du film).

## Filmographie partielle
- 1939 : Eva tropí hlouposti (cs) : tante Pa
- 1945 : Rozina sebranec
- 1946 : Nezbedný bakalár : Slachova Zena
- 1949 : Daleká cesta
- 1954 : Stříbrný vítr
- 1958 : Morálka paní Dulské

## Récompenses et distinctions
- 1953 : Zasloužilý umělec
- 1955 : Národní umělec (cs)

## Galerie

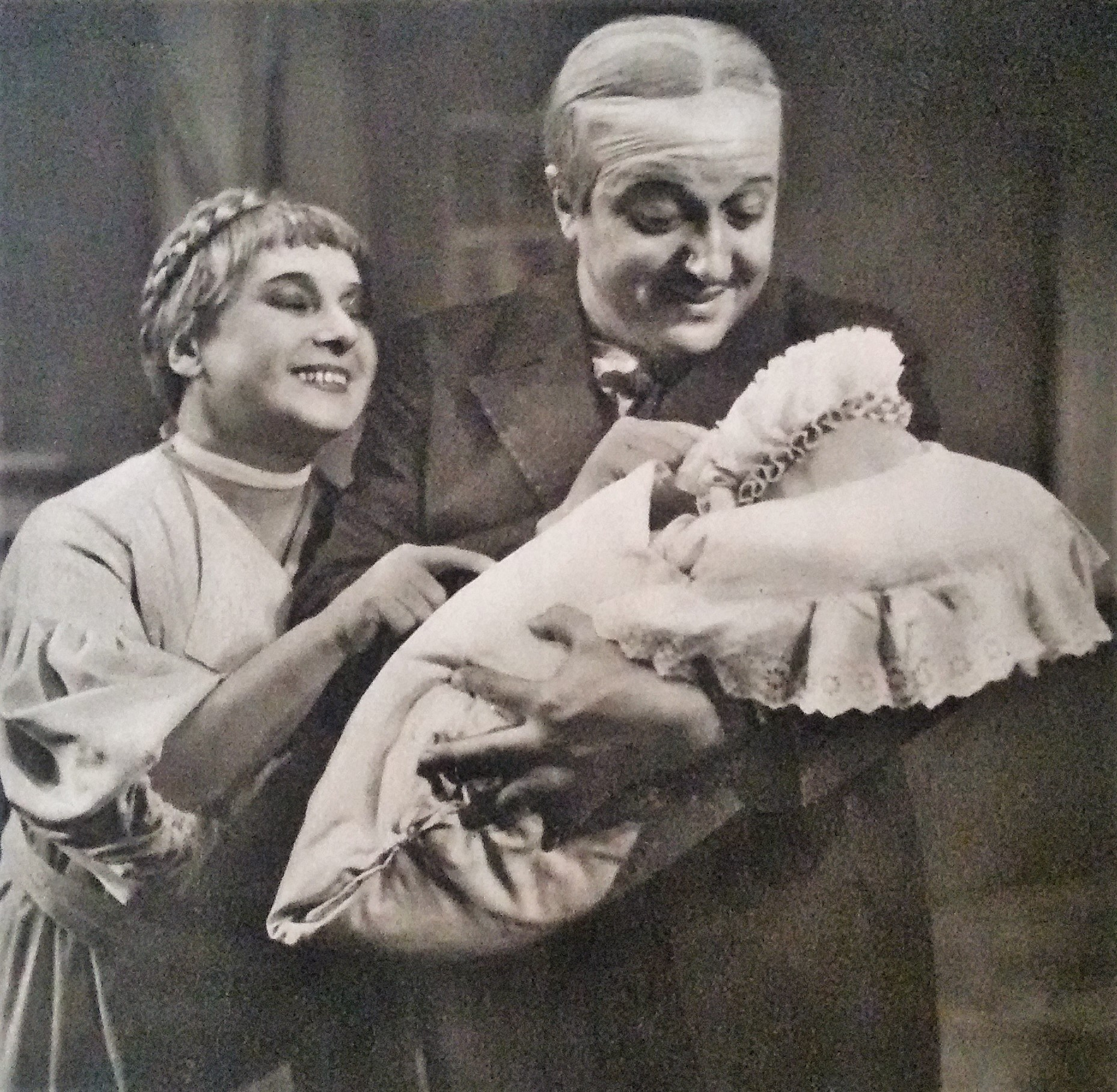
Zdenka Baldová et Hugo Haas (Letraz : Miláček, 1935, Théâtre des États)
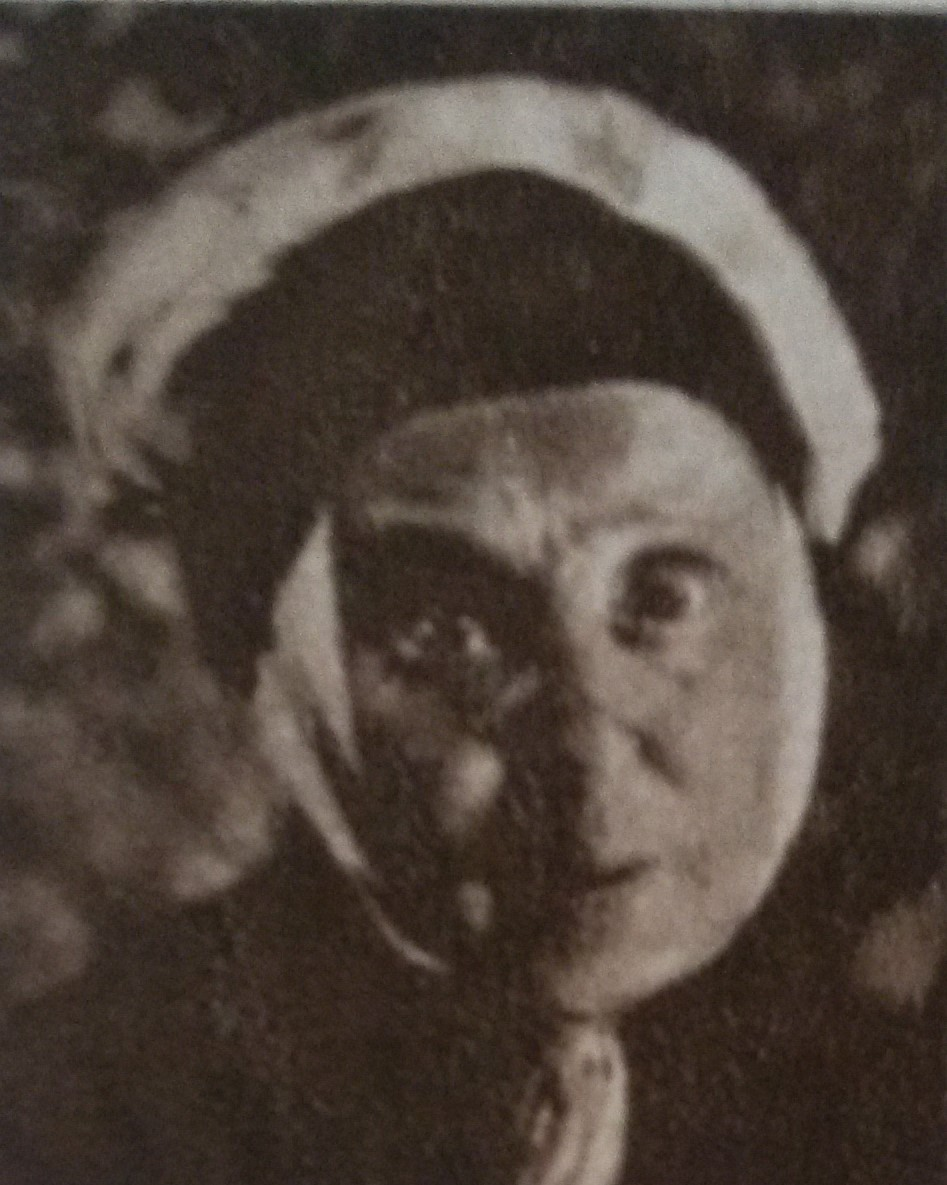
Zdenka Baldová dans le film Rozina sebranec, 1945.

## Crédit d'auteurs
- (cs) Cet article est partiellement ou en totalité issu de l’article de Wikipédia en tchèque intitulé « Zdenka Baldová » (voir la liste des auteurs).